# Baleja rufofasciata
Baleja rufofasciata är en insektsart som beskrevs av William Lucas Distant 1879. Baleja rufofasciata ingår i släktet Baleja och familjen dvärgstritar. Inga underarter finns listade i Catalogue of Life.